# Seeds of dream
「Seeds of dream」（シーズ・オブ・ドリーム）は、日本の音楽ユニット・GIRL NEXT DOORの4作目のシングル。

## 概要
- 前作「情熱の代償/ESCAPE」から5か月ぶりのシングル。
- 「偶然の確率」以来3作ぶりに単独A面シングルとして発売された。
- 表題曲はメンバーの千紗出演の江崎グリコ『アイスの実』のCMソング[1][2]、日本テレビ系列『音楽戦士 MUSIC FIGHTER』のオープニングテーマ及び同系列『フットンダ』のエンディングテーマに使用された。CMタイアップは前作に続き3度目となり、「偶然の確率」以来3作ぶりに単曲に対し複数のタイアップが付いた。
- カップリング曲はみのもんた出演の日本オリンピック委員会『2016年東京オリンピック構想招致キャンペーン』のCMソングに使用された[3]。
- ジャケットが異なるCD+DVD規格とCD規格の2形態で発売され、CD+DVD規格のDVDには表題曲のミュージック・ビデオが収録された。
- オリコンチャート初登場3位を獲得。4作連続でトップ3入りを果たした。

## 収録曲
| 全作詞: 千紗 & Kenn Kato、全作曲: 鈴木大輔。 |                                 |                  |            |                         |                                  |      |
| #                                            | タイトル                        | 作詞             | 作曲・編曲 | 編曲                    | リミックス                       | 時間 |
| 1.                                           | 「Seeds of dream」              | 千紗 & Kenn Kato | 鈴木大輔   | GIRL NEXT DOOR & 渡辺徹 |                                  | 4:46 |
| 2.                                           | 「Reasons for tears」           | 千紗 & Kenn Kato | 鈴木大輔   | GIRL NEXT DOOR & 渡辺徹 |                                  | 3:40 |
| 3.                                           | 「偶然の確率 (Oh My Gold Mix)」 | 千紗 & Kenn Kato | 鈴木大輔   |                         | デイブ・ロジャース、フューチュラ | 6:09 |
| 4.                                           | 「ESCAPE (ice cream mix)」      | 千紗 & Kenn Kato | 鈴木大輔   |                         | 鈴木大輔、斎藤悠弥               | 8:40 |

### 解説
1. Seeds of dream
江崎グリコ『アイスの実』のCMソングとして書き下ろされた楽曲で、制作時期に放送されたニッポン放送『千紗のオールナイトニッポン』内で行われた企画「100人の夢を聞く」から影響を受け、夢をテーマに書かれた[1][2][4]。
2. Reasons for tears
3. 偶然の確率 (Oh My Gold Mix)
1stシングルの表題曲のリミックスバージョン。
4. ESCAPE (ice cream mix)
両A面からなる、3rdシングルの表題2曲目のリミックスバージョン。

## 参加ミュージシャン
GIRL NEXT DOOR
- 千紗：Vocal
- 鈴木大輔：Keyboards
- 井上裕治：Guitar

## タイアップ
- 江崎グリコ『アイスの実』CMソング (#1)
- 日本テレビ系列音楽バラエティ番組『音楽戦士 MUSIC FIGHTER』2009年4月度オープニングテーマ (#1)
- 日本テレビ系列バラエティ番組『フットンダ』2010年1月度エンディングテーマ (#1)
- 日本オリンピック委員会『2016年東京オリンピック構想招致キャンペーン』CMソング (#2)

## 収録アルバム
- NEXT FUTURE (#1,3)
- SINGLE COLLECTION (#1)
- girl next door THE LAST (全曲)
- a-nation'09 BEST HIT SELECTION (#1)
- 女子力を磨く歌 (#1)[5]
- 超然パラパラ!! プレゼンツ キャンパス・サミット 2009 〜15th アニヴァーサリー〜 (#3)
- スーパーユーロビート VOL.200 (#3)
- 極ユーロ・ベスト (#3)
- スーパーユーロビート VOL.220 (#3)
- スーパーユーロビート VOL.250 (#3)